# Jozef Mikuš
Jozef Mikuš (ur. 18 maja 1960 w Koszycach) – słowacki samorządowiec i polityk, poseł do Rady Narodowej.

## Życiorys
Ukończył studia na wydziale budownictwa Wyższej Szkoły Technicznej w Koszycach, po czym pracował w zakładach WUSAM w Zwoleniu (1984–1993). W 1990 został wybrany do rady miejskiej Zwolenia (mandat pełnił do 2002). W latach 1994–2002 był wiceburmistrzem tej miejscowości. Od 2004 wybierany do rady kraju bystrzyckiego, był także kandydatem na jego przewodniczącego.
W 2002 został wybrany na posła do Rady Narodowej z ramienia SDKÚ. W 2006, 2010 i 2012 uzyskiwał reelekcję z listy SDKÚ-DS. Był wiceprzewodniczącym tego ugrupowania, zrezygnował z tej funkcji w 2014. W 2015 dołączył do Ruchu Chrześcijańsko-Demokratycznego.